# Werratalbrücke Hörschel
Die Werratalbrücke Hörschel ist eine große 13-feldrige Talbrücke der Bundesautobahn 4. Sie gehörte mit 732 m Länge zu den größten Spannbetonbrücken der DDR.
Das Bauwerk überspannt westlich von Eisenach bei dem Ortsteil Hörschel zwischen dem Hörschelberg und dem Kielforst das Tal der Werra, die Landesstraße 1017 (ehemals: Bundesstraße 7a) und eine Gemeindeverbindungsstraße. Es befindet sich zwischen den Autobahnanschlussstellen Herleshausen und Eisenach-West. Parallel zur Autobahnbrücke überqueren an gleicher Stelle im Tal die Landesstraße 1021 und die Thüringer Bahn die Werra. Die Autobahntrasse verläuft im Bereich der Brücke im Grundriss nahezu gerade und hatte ursprünglich für jede Richtungsfahrbahn zwei Fahr- und einen Standstreifen. Im Zuge des sechsstreifigen Ausbaus der A 4 zwischen den Anschlussstellen Herleshausen und Walterhausen entfiel in beiden Fahrtrichtungen der Standstreifen zugunsten eines dritten Fahrstreifens. Die Brücke ist Bestandteil einer Konzessionsstrecke, die bei Kilometer 238,5 in der Nähe von Gotha beginnt und bei Kilometer 283,5 nahe Eisenach an der hessisch-thüringischen Grenze endet. Ein privates Konsortium, das einen Teil der Strecke neu erbaute, unterhält 30 Jahre lang den Abschnitt im Rahmen einer Öffentlich-Privaten Partnerschaft (ÖPP), die im September 2007 vergeben wurde.

## Geschichte

### Geplante Reichsautobahnbrücke
Die Planungen für das propagandistisch als „größte Brücke Europas“ angekündigte Bauwerk begannen in den 1930er Jahren; die Reichsautobahnen Oberste Bauleitung Kassel ging von einer vierjährigen Bauzeit aus. Mehrere Vorentwürfe wurden gefertigt, unter anderem von Friedrich Tamms. Die Planung folgte dann ab 1938 durch Gottwalt Schaper, Josef Zillinger und Franz Dischinger.
Im Frühjahr 1939 begann die Deutsche Baugrund AG geologische Voruntersuchungen, noch 1938 erfolgte die Ausschreibung der Bauausführung. Vom Endpunkt der Autobahn bei Ramsborn/Eisenach-West wurde nördlich des Hörschelberges eine Umgehungsstraße angelegt, die südlich von Spichra die Werra querte und parallel zur Thüringer Bahn am Bahnhof von Wartha vorbei nach Herleshausen (und von dort weiter zur Autobahnbaustelle bei Wommen) führte. Bis Ende 1940 war die Baustelle weitgehend vollständig eingerichtet. Es wurden zunächst an beiden Werraufern Materiallager und Baracken aufgebaut. Ein Gleisanschluss wurde vom Bahnhof Wartha (Werra) an der Thüringer Bahn in das Baulager Westufer angelegt. Auf dem Tummelsberg bei Hörschel entstand eine Barackensiedlung für die anzuwerbenden Hilfsarbeiter. Am Westhang des Hörschelberges wurde ein breiter Waldstreifen für die Fahrtrasse gerodet und mit Planierungsarbeiten begonnen, das Betonwerk wurde in Betrieb genommen und auf der östlichen Talseite ein Pfeiler für Materialtauglichkeitsprüfungen errichtet. In dieser Phase folgte die Einstellung der Arbeiten. Bis zuletzt wurde diskutiert, das Bauwerk nicht als Steinbrücke, sondern als Stahlbetonbrücke auszuführen, was die Baukosten gesenkt und die Bauzeit auf zwei Jahre, bis 1942 verkürzt hätte.
Das Baulager blieb bis in die 1950er Jahre erhalten und diente nach Kriegsende als Notunterkunft. Die Umgehungsstraße über Deubachshof, Spichra und Wartha/Bahnhof diente bis zur Fertigstellung der Autobahn 1984 als Provisorium für den Transitverkehr. Am Warthaer Bahnhof wurde eine Grenzübergangsstelle eingerichtet. Die Straße wurde nach 1990 als Bundesstraße 7a gewidmet und später zur Landesstraße herabgestuft.

### Moderne Talbrücke
Am 30. April 1980 kam es zu einer Vereinbarung zwischen beiden deutschen Staaten über den Bau der Talbrücke, die direkt an der Innerdeutschen Grenze lag. Die Bundesrepublik Deutschland finanzierte das Projekt mit 186 Millionen DM. Neben dem Bau der Werratalbrücke war die westlich anschließende Fahrbahn bis zum Rastplatz und Grenzkontrollpunkt Herleshausen und auf der östlichen Seite die Autobahntrasse bis zur Auffahrt Eisenach-West sowie die Grenzübergangsstelle Wartha zu bauen. Das Bauwerk errichtete das Bauunternehmen Hochtief von 1981 bis 1983. Während der ganzen Bauzeit blieb das Bauvorhaben in der Eisenacher Presse weitgehend unerwähnt.
Am 15. Dezember 1984 wurde das Bauwerk zusammen mit dem neuen Grenzübergang Wartha/Herleshausen formlos dem Verkehr übergeben.

## Brückenkonstruktion

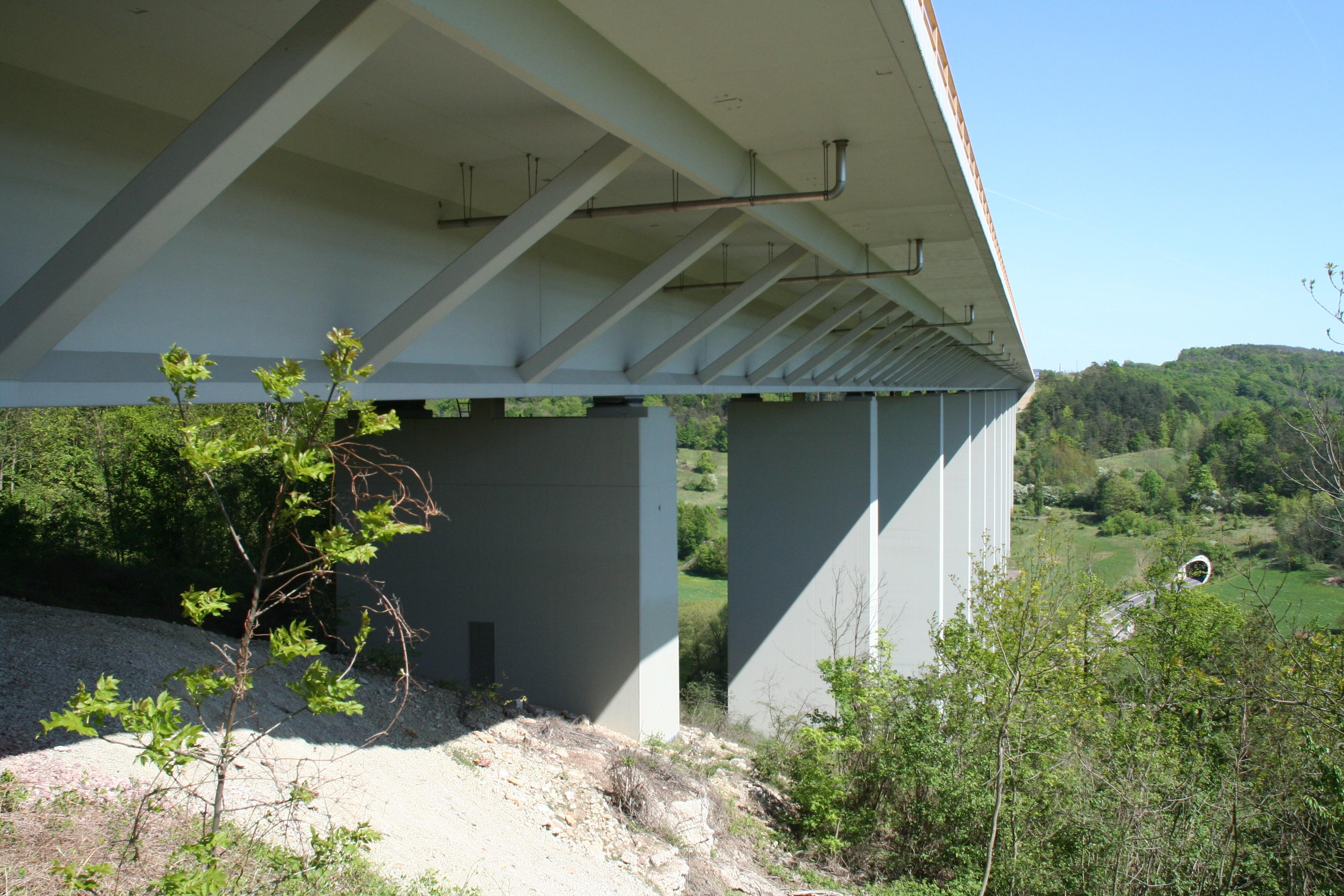
Brückenuntersicht

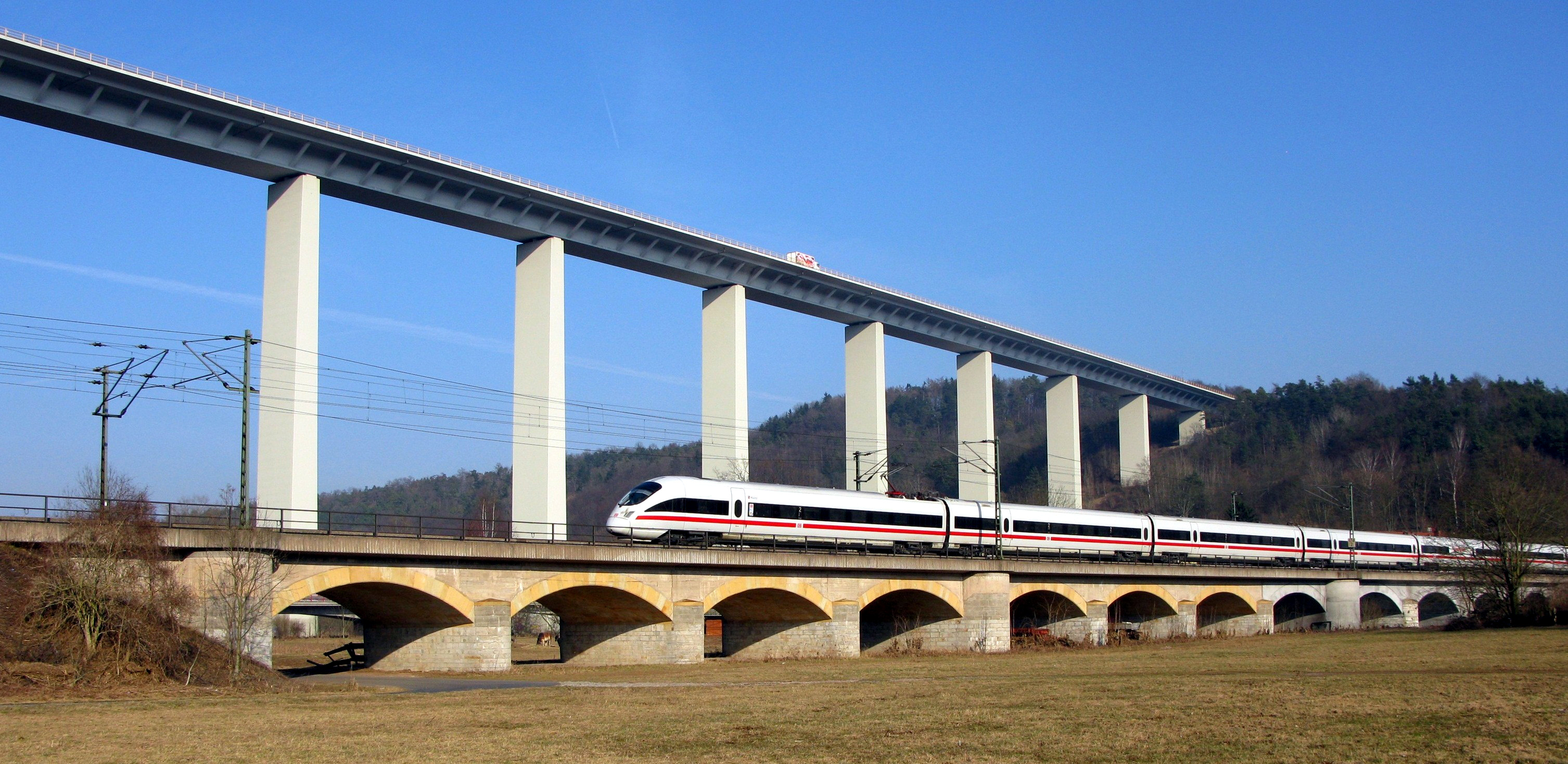
Werratalbrücke mit Thüringer Stammbahn und ICE-T auf sanierter Werrabrücke

Die 13-feldrige Spannbetonbalkenbrücke hat eine Länge von 732 m, mit maximalen Stützweiten von 60 m bei den zehn Innenfeldern. Sie besitzt einen Überbau für beide Richtungsfahrbahnen, der in Längsrichtung den Durchlaufträger als Bauwerkstragsystem hat. In Querrichtung ist der Überbau als Hohlkastenquerschnitt mit ungefähr 9 m Breite und einer konstanten Höhe von 4,8 m ausgebildet. Die auskragende Fahrbahnplatte wird beidseitig von Druckstreben mit Abmessungen von 65 cm × 40 cm in einem Abstand von 7,5 m getragen. Der Hohlkasten des Brückenüberbaus wurde ohne Hilfsstützen im Taktschiebeverfahren hergestellt. Die auskragenden Fahrbahnplattenteile wurden nachträglich mit einem Nachläuferwagen betoniert.
Die zwölf Pfeiler sind maximal 80 m hoch und 9,6 m breit und weisen einen rechteckigen Hohlquerschnitt auf.